# Brat Tour
Il Brat Tour è il sesto tour musicale della cantante britannica Charli XCX, a supporto del sesto album in studio Brat (2024).

## Antefatti e sviluppo
Le quattro date nelle arene del Regno Unito sono state annunciate nell'aprile 2024, seguite a novembre da quelle negli Stati Uniti d'America. Sempre a novembre 2024 viene confermato che la cantante si sarebbe esibita nell'isola irlandese a giugno 2025 con due concerti a Dublino e Belfast.

## Scaletta
Questa scaletta rappresenta quella del concerto a Birmingham del 29 novembre 2024. Non è, pertanto, rappresentativa per tutti gli spettacoli del tour.
1. 365 (con Shygirl)
2. 360
3. Von Dutch
4. Rewind
5. I Might Say Something Stupid
6. Club Classics
7. Unlock It
8. Talk Talk
9. Apple
10. So I
11. Spring Breakers
12. Girl, So Confusing
13. Everything Is Romantic
14. Speed Drive
15. Sympathy Is a Knife
16. Guess
17. 365
18. Party 4 U
19. Vroom Vroom
20. Track 10
21. I Love It (cover delle Icona Pop)

## Date del tour
| Data             | Città         | Stato       | Luogo           | Artisti d'apertura | Biglietti venduti / Biglietti disponibili | Incasso |
| Europa           | Europa        | Europa      | Europa          | Europa             | Europa                                    | Europa  |
| ---------------- | ------------- | ----------- | --------------- | ------------------ | ----------------------------------------- | ------- |
| 27 novembre 2024 | Manchester    | Regno Unito | Co-op Live      | Shygirl            | N.D.                                      | N.D.    |
| 28 novembre 2024 | Londra        | Regno Unito | The O2 Arena    | Shygirl            | N.D.                                      | N.D.    |
| 29 novembre 2024 | Birmingham    | Regno Unito | BP Pulse LIVE   | Shygirl            | N.D.                                      | N.D.    |
| 2 dicembre 2024  | Glasgow       | Regno Unito | OVO Hydro       | Shygirl            | N.D.                                      | N.D.    |
| Nord America     |               |             |                 |                    |                                           |         |
| 22 aprile 2025   | Austin        | Stati Uniti | Moody Center    | Finn Keane         | N.D.                                      | N.D.    |
| 23 aprile 2025   | Austin        | Stati Uniti | Moody Center    | Finn Keane         | N.D.                                      | N.D.    |
| 26 aprile 2025   | Minneapolis   | Stati Uniti | Target Center   | Finn Keane         | N.D.                                      | N.D.    |
| 28 aprile 2025   | Rosemont      | Stati Uniti | Allstate Arena  | Finn Keane         | N.D.                                      | N.D.    |
| 30 aprile 2025   | New York City | Stati Uniti | Barclays Center | Finn Keane         | N.D.                                      | N.D.    |
| 1º maggio 2025   | New York City | Stati Uniti | Barclays Center | Finn Keane         | N.D.                                      | N.D.    |
| 3 maggio 2025    | New York City | Stati Uniti | Barclays Center | Finn Keane         | N.D.                                      | N.D.    |
| 4 maggio 2025    | New York City | Stati Uniti | Barclays Center | Finn Keane         | N.D.                                      | N.D.    |
| Europa           |               |             |                 |                    |                                           |         |
| 17 giugno 2025   | Dublino       | Irlanda     | Malahide Castle | The Japanese House | N.D.                                      | N.D.    |
| 18 giugno 2025   | Belfast       | Regno Unito | Ormeau Park     | The Japanese House | N.D.                                      | N.D.    |
| Totale           | Totale        | Totale      | Totale          | Totale             | N.D.                                      | N.D.    |